# Arenaria stracheyi
Arenaria stracheyi är en nejlikväxtart som beskrevs av Michael Pakenham Edgeworth. Arenaria stracheyi ingår i släktet narvar, och familjen nejlikväxter. Inga underarter finns listade i Catalogue of Life.